# 제20메인 의용보병연대
제20메인 의용보병연대(20th Maine Volunteer Infantry Regiment)는 미국 남북전쟁 중 메인주의 지원병들로 구성된 미국 육군의 보병연대로 게티스버그 전투 중 7월 2일의 리틀 라운드 탑의 총검 돌격으로 유명해진 연대다.

## 연대 조직
메인 20연대는 1862년 8월 20일 메인주에서 창설되었다. 초대 연대장은 애델버트 에임스 대령이었다. 연대는 포토맥군의 제5군단 예하 1사단의 스트롱 빈센트 대령 여단에 배속되었다. 빈센트 대령 여단은 브래디의 독립 저격병 중대가 포함된 제16미시간보병연대, 제44뉴욕보병연대, 제83펜실베이니아보병연대, 제20메인보병연대로 구성되었다. 게티스버그 전투 당시 연대 지휘관은 조슈아 체임벌린 대령이었고, 엘리스 스피어 소령이 챔벌레인이 1863년에 여단장으로 임명되면서 지휘권을 인수받았다.

## 실전 기록
연대는 앤티텀 전투, 프레데릭스버그 전투, 챈슬러즈빌 전투에 참전했다. 그러나 챈슬러스빌에서는 천연두에 노출된 것으로 의심받아 허가를 받고 돌려보낸 병사들 때문에 격리되었다.. 게티스버그 이후, 2차 래퍼해녹 역 전투, 마인 런 전투, 윌더니스 전투, 스팟실베니아 전투, 노스안나 전투, 토토포모이 천 전투, 콜드 하버 전투, 피터스버그 포위전, 파이프 포크스 전투 및 애포매톡스 코트하우스 전투에 참가했다.

### 게티스버그와 리틀 라운드 탑
연대의 가장 빛나는 전투는 역시 1863년 7월 2일 게티스버그 전투 중 리틀 라운드 탑에서 겪은 전투다. 메인 20 연대는 남군의 존 벨 후드 장군 사단의 앨라배마 15 연대로부터 거센 공격을 받고 있을 때, 메인 20연대는 언덕 아래로 착검 돌격을 감행하여 남군의 고지 공략을 끝장내버렸던 것이다. 대부분의 역사가들이 체임벌린 대령이 돌격 지시를 내린 것으로 믿고 있지만, 최근의 한 연구에서는 실제로 돌격을 주도한 것은 홀맨 S. 멜허 중위였다고 주장한다 이 돌격은 소설 《살인 천사》(The Killer Angels), "리틀 라운드 탑에서 용기", 그리고 영화 《게티스버그》에서 중요한 장면으로 다뤄지고 있다.

## 해체
메인 20연대는 1865년 5월 2일, 애포맥토스에서 행군을 시작하여 5월 12일에 워싱턴 D.C.에 도착한 후, 7월 16일 정식으로 해산했다.

## 통계
메인 20 연대는 총 병력이 1,621명이었고, 147명이 전투에서 전사, 146명은 질병으로 인한 사망, 부상 381명, 15명이 남부동맹의 포로가 되었다.

## 같이 보기
- 남북 전쟁 중 메인주 부대